# Södermanlands runinskrifter 212
Sö 212 är en vikingatida runsten av granit i Lilla Lundby, Överselö socken och Strängnäs kommun i Södermanland. 
Stenen är 180 cm hög, 100 cm bred och 20–40 cm tjock. Runhöjden är 7-11 cm. Stenen skadad i partiet närmast marken, där ristningen saknas på grund av att ett ytskikt bortfallit.

## Inskriften
Translitterering av runraden:
' suain ' let ' ra-- ' -t-n ' þina · at · fasta ' brouþur ' sen ' kuþ ' hielbi ' sal ' hans ' betr ' þan ' (h)an ' kuni ' til ' gerua
Normalisering till runsvenska:
Svæinn let ræ[isa s]t[æi]n þenna at Fasta, broður senn. Guð hialpi sal hans bætr þæn hann kunni til gærva.
Översättning till nusvenska:
Sven lät resa denna sten efter Faste, sin broder. Gud hjälpe hans själ bättre än han kunde göra därtill (d. v. s. än han kunde förtjäna).
Liknande formuleringar om Guds nåd finns på Sö 197 och Sö 210, av samme ristare, Balle.